# Queen Elizabethklasse

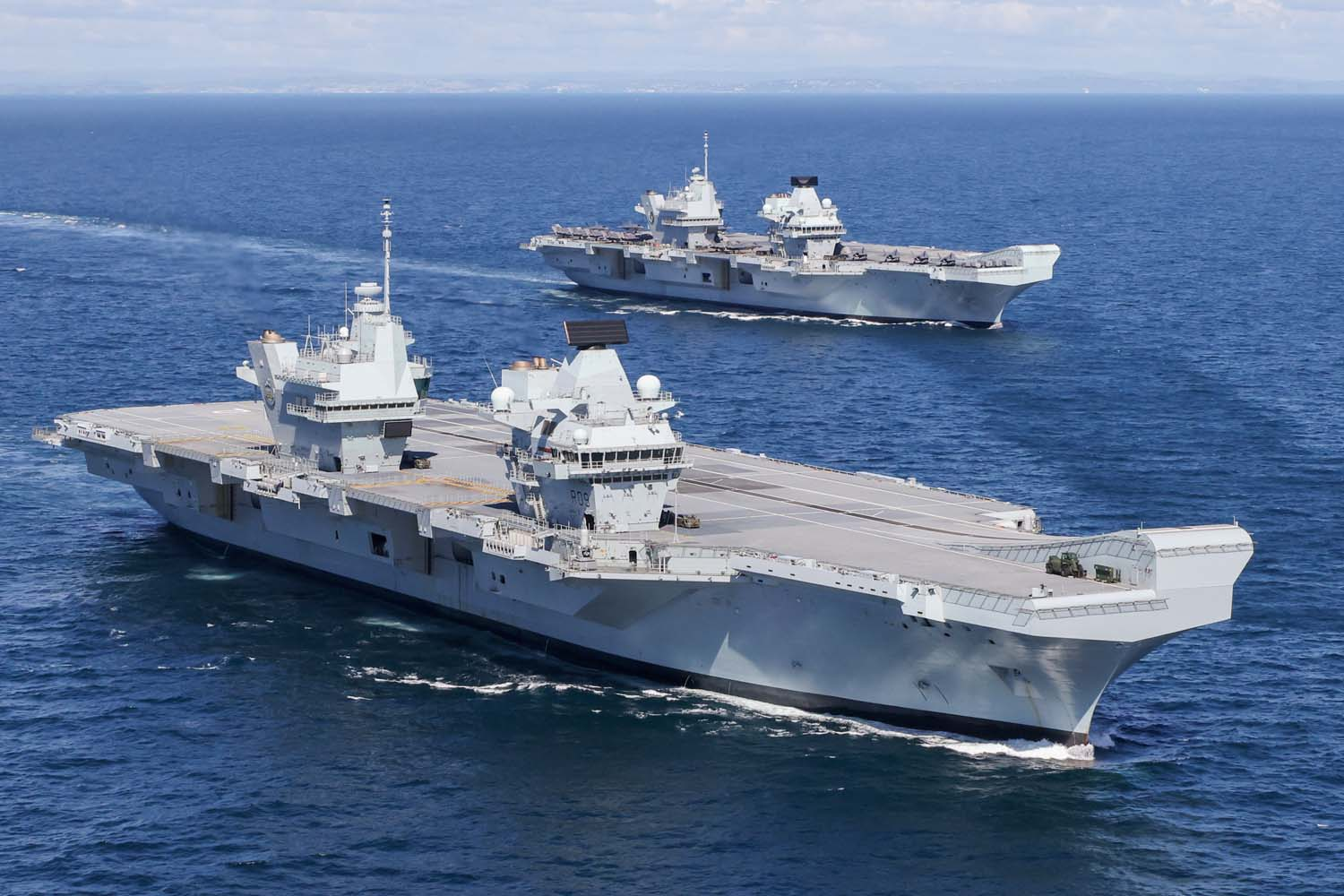
HMS Queen Elizabeth en HMS Prince of Wales ontmoeten elkaar voor het eerst op zee.

Schets van de Queen Elizabethklasse

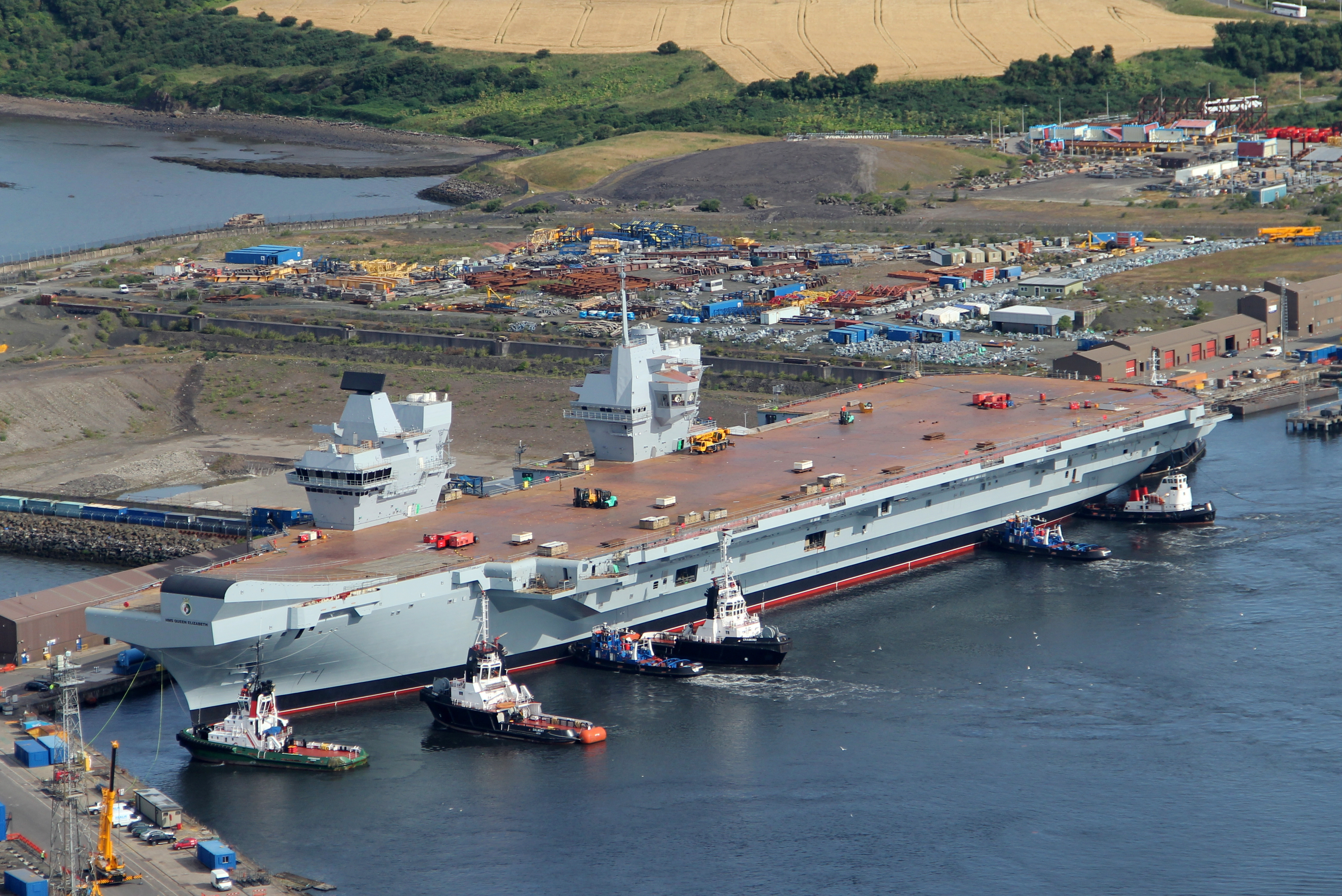
HMS Queen Elizabeth aan de afbouwkade in Rosyth ((2014)

De Queen Elizabethklasse zijn de nieuwe vliegdekschepen van de Britse marine die zijn gebouwd door BAE Systems. De schepen hebben de Invincibleklasse opgevolgd. Er zijn in totaal twee schepen gemaakt:
- HMS Queen Elizabeth (R08) (in dienst gesteld 7 december 2017)[1]
- HMS Prince of Wales (R09) (in dienst gesteld 10 december 2019)[2]

De Queen Elizabeth is op 7 december 2017 in dienst gesteld, waarna het schip vanaf 2020 met zijn benodigde vliegtuig- en helikoptervloot zijn oorspronkelijke bedoelde taken kon uitvoeren. De kosten van het gehele project werden geraamd op £7 miljard (ongeveer € 8,2 miljard).

## Voorgeschiedenis
Het plan was oorspronkelijk om samen met de Fransen een vliegdekschipklasse te bouwen. De Fransen trokken zich echter terug en daarom werd er door de Britten besloten het project zelf voort te zetten. Doordat de samenwerkingspartner van de Britten wegviel was het plan om HMS Prince of Wales na constructie te verkopen of in de mottenballen te doen. Defensiepublicaties in 2013 maakten echter duidelijk dat het Verenigd Koninkrijk beide schepen tegelijkertijd in dienst kan en moet hebben.

## Beschrijving
De Queen Elizabethklasse is aanzienlijk groter dan de Invincibleklasse. De schepen hebben een lengte van 284 meter, een maximale breedte van 70 meter en een waterverplaatsing van 65.500 ton. Dat is ruim 3 keer zoveel waterverplaatsing als de Invincibleklasse. De schepen hebben een snelheid van (meer dan) 25 knopen / 46 kilometer per uur. De schepen hebben ongeveer 1600 mensen (m/v) per schip aan bemanning.

## Bewapening
De schepen hebben tot 36 F-35 Lightning II plus 4 helikopters aan boord. De eigen verdediging wordt verzorgd door Phalanx CIWS en Browning M2-machinegeweren. Natuurlijk zijn de vliegdekschepen voor de verdediging afhankelijk van escorteschepen.